# Аббасов, Орхан Иршад оглы
Орхан Иршад оглы Аббасов (азерб. Orxan İrşad oğlu Abbasov; род. 29 июня 1987, Кировабад) — глава исполнительной власти Дашкесанского района.

## Биография
Родился в 1987 году в г. Гянджа. Окончил факультет бухгалтерского учёта и аудита Азербайджанского государственного аграрного университета.
В 2014 году окончил магистратуру Западно-Мичиганского университета по специальности «Мировая экономика».
С 2014 по 2015 год являлся специалистом исполнительного комитета Европейских игр 2015.
С 2015 по 2017 год являлся советником сектора анализа, с 2017 по 2020 год начальником сектора инноваций в образовании отдела программ развития образования Министерства образования Азербайджана.
С 2020 по 2023 год являлся заместителем начальника отдела организации и управления общего и дошкольного образования, начальником сектора по работе с местными органами управления образованием Министерства образования Азербайджана.
В 2023 году являлся заместителем директора Агентства общего и дошкольного образования при Министерстве науки и образования Азербайджана.
Глава исполнительной власти Дашкесанского района (с 15 июля 2024).
Член партии «Новый Азербайджан».